# لجنة دوربار لتنسيق شؤون النساء
تتكون لجنة دوربار ماهيلا سامانوايا أو ما تسمى ايضًا بلجنة تنسيق شؤون النساء (দুর্বার মহিলা সমন্বয় সমিতি، كما هي في اللغة البنغالية) 65000 من العاملات في مجال الجنس في ولاية البنغال الغربية. تأسست هذه اللجنة في الخامس عشر من فبراير عام 1992 في سوناجاتشي، أكبر مقاطعات الضوء الأحمر في كالكوتا- البنغال الغربية- الهند، وكما تشير التقديرات إلى أن ما يقارب عدد1100 عاملات في مجال الجنس. حيث تعمل لجنة دوربار في مجال حقوق المرأة، والدفاع عن حقوق العاملات في الجنس، والحد من الإتجار بالبشر، والوقاية من الإيدز. تنص دوربار أن أهدافها هي تحدي العوائق التي تُشكل الواقع اليومي للعاملات في الجنس، ومحاولة تغييره لما لذلك من ارتباط وثيق بفقرهم و نبذهم اجتماعيًا. تدير دوربار عدد 51 عيادة مجانية للعاملات في مجال الجنس المنتشرة في جميع أنحاء البنغال الغربية بدعم من مؤسسات مختلفة، مثل مؤسسة فورد الأمريكية والهيئة الوطنية الهندية لمكافحة الإيدز (NACO)، اللاتي يساعدنلجنة دوربارمنيخلال مبادراتهاعلى التشبيك، وحماية الحقوق، وإيجاد البدائل للعاملات في مجال الجنس لكسب العيش.
تعلن هذه اللجنة بشكل واضح عن أهدافها السياسية المتمثلة في النضال، وذلك من أجل الاعتراف بالبغاء كعمل شرعي، والاعتراف بهن كعاملات، وخلق بيئة ملائمة وآمنة لهن ولعائلاتهن. حيث يتضح هنا بإنهم يعملون من أجل عمل قوانين للبغاء، والسعي إلى إصلاح القوانين التي تقيد حقوق الإنسان لممارسة الجنس.

## التاريخ
في الخامس عشر من فبراير عام 1992، زار عالم الصحة الدكتور سماراجيت جانا من معهد الهند للنظافة والصحة العامة في كولكاتا منطقة الضوء الأحمر في سوناجاتشي من أجل دراسة بحثية للوقاية من مرض نقص المناعة. تم بعد ذلك تشكيل مجموعة من مثقفات النظراء من تلك العاملات في مجال الجنس، وتدريبهن. خلال فترة وجيزة، كشفت الدراسات عن قضايا أكبر بين العاملات في مجال الجنس مثل الحقوق الخاصة بهن، وتعليم أطفالهن، وفرص الحصول على الخدمات المالية، والتعامل مع مضايقات الشرطة والمجرمين المحليين. بالإضافة إلى التشجيع على استخدام الواقي الذكري. نتيجة لذلك تشكلت لجنة دوربار عام 1995 مع اثنتا عشرة امرأة من العاملات في الجنس كونهن المعنيات بالأمر. أصبحت اللجنة بحلول عام 2012 تضم 65 ألف عضوا من 48 فرعًا في أرجاء ولاية البنغال الهندية، واستمرت العاملات في الجنس بإدارة اللجنة، وانضم إليها أبنائهن ومسؤولون حكوميون كأعضاء في مجلس الإدارة، ولم تقتصر العضوية على النساء العاملات في الجنس، بل شملت ايضًا العاملين في الجنس من الذكور، والمتحولين جنسيًا.
عملت اللجنة منذ البداية في الدفاع عن العاملات في الجنس، وساهمت على مر السنين في توعية الناس تجاه حقوق المشتغلات في الجنس، وغالبًا ما يكون الأمر عن طريق مناقشات في وسائل الإعلام العامة والصحافة، إلى جانب الدعوة إلى إلغاء قانون منع الاتجار اللاأخلاقي بالبشر، وتقنين العمل الجنسي. يمتلك الآن العديد من المشتغلات في الجنس بطاقات انتخابية، وتأمينًا صحيًا، بل وحسابات بنكية، وفي عام 1995، ضمنت تعاونية المستهلكين التابعة إلى اللجنة وبرنامج القروض الصغيرة تحسينًا من قِبل حكومة البنغال الجنوبية على قانون الولاية الخاص بالتعاونيات بتسجيلها كتعاونية معنية بالمشتغلات في الجنس بدلًا من كونها تعاونية لربات البيوت، وذلك بموجب قوانين الولاية السائدة، وبحلول عامي 2006 و2007 وصلت عائدات المدخرات الصغيرة من أعضاء الجمعية البالغ عددهم خمسة آلاف حينها إلى مايقرب من عشرة مليارات روبية، أي حوالي مليون ونصف المليون دولار، مع قروض بقيمة مليارَي روبية، ما يعادل ثلاثمائة ألف دولار موزعة على جميع الأعضاء، الأمر الذي ساعد على القضاء على احتكار مقرضي الأموال المحليين الذين يحصلون على فوائد بلغت نسبة ثلاثمائة في المائة. واستضافت اللجنة أول مؤتمر وطني في الهند للمشغلات في الجنس في الرابع عشر من نوفمبر عام 1997 في كولكاتا تحت عنوان العمل الجنسي عمل حقيقي: نحن نطالب بحقوق العمال.
تدير الجمعية 17 مدرسة غير رسمية من أجل تعليم أبناء المشتغلات في الجنس، ونزلين، أحدهما في أوتودانجا والآخر في بارويبور، كما تمتلك جناحًا ثقافيًا، يتعلم فيه الأطفال الذين يؤدون عروضًا مدفوعة الأجر التمثيل، والتمثيل الصامت، والموسيقى.

## مشروع مكافحة مرض فيروس نقص المناعة المكتسب ( الإيدز)
تدير دوربار منذ عام 1999 برنامجًا وقائيًا ضد الأمراض المنقولة جنسيًا، من بينها فيروس نقص المناعة، ويعرف البرنامج باسم برنامج سوناجاتشي، وهو برنامج استحوذت على ملكيته  لجنة دوربار من المعهد الهندي للنظافة والصحة العامة الواقع في كولكاتا، وهو معهد حكومي كان قد بدأ البرنامج عام 1992. بعد السيطرة على البرنامج في سوناجاتشي عام 1999، بدأت لجنة دوربار تعميم البرنامج في مناطق الضوء الأحمر الأخرى في ولاية البنغال الغربية. طبقت لجنة دوربار أيضًا البرنامج بين المشتغلات في الجنس في الشوارع وعملائهم ليشمل عشرين ألفًا من المشتغلات في الجنس والمشتغلات المهاجرات، وحاليًا تدير اللجنة البرنامج في 49 منطقة لممارسة الجنس في البنغال الغربية.
تنشط دوربار في بناء تحالفات من أجل التشجيع على الوقاية من الإيدز، ورعاية ودعم المصابين، والمتأثرين من الأفراد والأسر على الصعيدين الوطني والإقليمي.
يستند النهج الذي يسلكه برنامج دوربار على ثلاثة محاور هي الاحترام والثقة والاعتراف : الاحترام تجاه المشتغلات في الجنس، والثقة في المعرفة والحكمة التي يتمتع بها مجتمع المشتعلات في الجنس، والاعتراف بالعمل في مجال الجنس كمهنة من أجل حماية حقوقهم المهنية والإنسانية.
يورد كتاب «نصف السماء: تحويل القمع إلى فرص من أجل النساء في جميع أنحاء العالم» تحقيقات تكشف عن الدعوات التي تشير، على عكس السياسات المعلنة، أن دوربار تبيح العبودية الجنسة، والاتجار بالبشر، وعمل القاصرات في بيوت البغاء.